# Curtis (Nebraska)
Curtis és una població dels Estats Units a l'estat de Nebraska. Segons el cens del 2000 tenia 832 habitants.

## Demografia
Segons el cens del 2000, Curtis tenia 832 habitants, 336 habitatges, i 193 famílies. La densitat de població era de 267,7 habitants per km².
Dels 336 habitatges en un 28,9% hi vivien nens de menys de 18 anys, en un 50% hi vivien parelles casades, en un 6% dones solteres, i en un 42,3% no eren unitats familiars. En el 35,7% dels habitatges hi vivien persones soles el 16,4% de les quals corresponia a persones de 65 anys o més que vivien soles. El nombre mitjà de persones vivint en cada habitatge era de 2,34 i el nombre mitjà de persones que vivien en cada família era de 3,11.
Per edats la població es repartia de la següent manera: un 25% tenia menys de 18 anys, un 18,4% entre 18 i 24, un 21% entre 25 i 44, un 18,6% de 45 a 60 i un 16,9% 65 anys o més.
L'edat mediana era de 32 anys. Per cada 100 dones de 18 o més anys hi havia 100,6 homes.
La renda mediana per habitatge era de 26.667 $ i la renda mediana per família de 36.458 $. Els homes tenien una renda mediana de 28.500 $ mentre que les dones 16.324 $. La renda per capita de la població era de 12.943 $. Aproximadament el 14,3% de les famílies i el 21,1% de la població estaven per davall del llindar de pobresa.

## Poblacions més properes
El següent diagrama mostra les poblacions més properes.